# Reevesia pycnantha
Reevesia pycnantha là một loài thực vật có hoa trong họ Cẩm quỳ. Loài này được Ling miêu tả khoa học đầu tiên năm 1951.